# Foot Ball Club Brescia 1935-1936
Questa pagina raccoglie i dati riguardanti il Foot Ball Club Brescia nelle competizioni ufficiali della stagione 1935-1936.

## Stagione
Nonostante i buoni risultati della stagione precedente il Brescia cambia allenatore. Arriva Umberto Caligaris reduce dai trionfi con la Juventus. Il terzino, 59 volte nazionale, assume la doppia veste di giocatore e allenatore. Ma la scelta si rivelerà disastrosa per le sorti del Brescia. In casa si barcamena con 5 vittorie, 5 pareggi e 5 sconfitte. Fuori casa un solo pareggio con il Bari e 14 sconfitte, il peggior attacco del campionato, solo 21 reti. Il Brescia termina il campionato all'ultimo posto con 16 punti e retrocede in Serie B. Unica consolazione per i tifosi del Brescia, le due convocazioni in Nazionale di Giuseppe Peruchetti, il portiere bresciano fa l'esordio in azzurro contro l'Austria (2-2) a Roma il 17 maggio 1936, poi il 31 maggio vittoria a Budapest contro L'Ungheria (2-1).

## Rosa
| N. |                   | Ruolo | Calciatore          |
| -- | ----------------- | ----- | ------------------- |
|    | Italia (bandiera) | P     | Giuseppe Peruchetti |
|    | Italia (bandiera) | P     | Guerino Magri       |
|    | Italia (bandiera) | D     | Corrado Tamietti    |
|    | Italia (bandiera) | D     | Umberto Caligaris   |
|    | Italia (bandiera) | D     | Carlo Albini        |
|    | Italia (bandiera) | C     | Ugo Locatelli       |
|    | Italia (bandiera) | C     | Giuseppe Valenti    |
|    | Italia (bandiera) | C     | Giovanni Gasparini  |
|    | Italia (bandiera) | C     | Mario Provaglio     |
|    | Italia (bandiera) | C     | Emanuele Boltri     |
|    | Italia (bandiera) | C     | Alberto Tiberti     |

| N. |                   | Ruolo | Calciatore        |
| -- | ----------------- | ----- | ----------------- |
|    | Italia (bandiera) | A     | Angelo Schiavetta |
|    | Italia (bandiera) | A     | Bruno Bianchi     |
|    | Italia (bandiera) | A     | Francesco Rier    |
|    | Italia (bandiera) | A     | Giovanni Chiecchi |
|    | Italia (bandiera) | A     | Giovanni Correnti |
|    | Italia (bandiera) | A     | Pietro Rebuzzi    |
|    | Italia (bandiera) | A     | Giovanni Zorza    |
|    | Italia (bandiera) | A     | Paolo Perini      |
|    | Italia (bandiera) | A     | Mario Maffioli    |
|    | Italia (bandiera) | D     | Angelo Bocchi     |

## Risultati

### Serie A

#### Girone di andata
| Arbitro: | Mazzarini (Roma) |

|                |           |  |
| Schiavetta 60’ | Marcatori |  |

| Arbitro: | Gonani (Ravenna) |

|               |           |  |
| Colombari 78’ | Marcatori |  |

| Arbitro: | Ciamberlini (Genova) |

|                           |           |                               |
| Bianchi 7’ Schiavetta 60’ | Marcatori | 48’ Allasio 61’ (rig.) Silano |

| Arbitro: | Scotto (Savona) |

|                                                   |           |  |
| Riccardi 4’, 61’ Celoria 25’ Croce 41’ Busani 79’ | Marcatori |  |

| Brescia 20 ottobre 1935 5ª giornata | Brescia           | 0 – 0 | Genova 1893 | Stadium di Viale Piave\| Arbitro: \| Bertolio (Torino) \| |
| Arbitro:                            | Bertolio (Torino) |       |             |                                                           |

| Arbitro: | Saracini (Ancona) |

|              |           |  |
| Schiavio 38’ | Marcatori |  |

| Arbitro: | Gianelli (Genova) |

|                                                   |           |            |
| Bianchi 14’ Locatelli 38’ Chiecchi III 83’ (rig.) | Marcatori | 70’ Uneddu |

| Arbitro: | Barlassina (Novara) |

|              |           |  |
| Morselli 22’ | Marcatori |  |

| Arbitro: | Caironi (Milano) |

|                |           |                        |
| Schiavetta 56’ | Marcatori | 30’ Brossi 66’ Rossini |

| Arbitro: | Sassi (Roma) |

|                                         |           |                                |
| Piccaluga 7’ Palumbo 24’ Castellani 32’ | Marcatori | 29’ Correnti 89’ (aut.) Faotto |

| Brescia 15 dicembre 1935 11ª giornata | Brescia          | 0 – 0 | Triestina | Stadium di Viale Piave\| Arbitro: \| Soliani (Genova) \| |
| Arbitro:                              | Soliani (Genova) |       |           |                                                          |

| Arbitro: | Mazza (Torre del Greco) |

|              |           |  |
| Trombetta 3’ | Marcatori |  |

| Arbitro: | Salvatori (Roma) |

|                            |           |          |
| Moretti 15’ Bertolotti 59’ | Marcatori | 32’ Rier |

| Arbitro: | Barlassina (Novara) |

|  |           |            |
|  | Marcatori | 4’ Gabetto |

| Arbitro: | Pizziolo (Firenze) |

|                           |           |  |
| Busini III 2’ Allegri 51’ | Marcatori |  |

#### Girone di ritorno
| Arbitro: | Gianelli (Genova) |

|           |           |  |
| Meazza 2’ | Marcatori |  |

| Arbitro: | Scotto (Savona) |

|                          |           |  |
| Locatelli 44’ Boltri 59’ | Marcatori |  |

| Arbitro: | Sassi (Roma) |

|                  |           |  |
| Galli I 45’, 65’ | Marcatori |  |

| Arbitro: | Galeati (Bologna) |

|         |           |            |
| Rier 1’ | Marcatori | 84’ Parodi |

| Arbitro: | Biancone (Roma) |

|                 |           |  |
| Vojak I 2’, 28’ | Marcatori |  |

| Arbitro: | Scarpi (Dolo) |

|                      |           |              |
| Chiecchi III 6’, 65’ | Marcatori | 15’ Schiavio |

| Arbitro: | Gonani (Ravenna) |

|                                      |           |  |
| Uneddu 10’ Camolese 74’ Levratto 77’ | Marcatori |  |

| Arbitro: | Caironi (Milano) |

|                           |           |  |
| Boltri 62’ Schiavetta 88’ | Marcatori |  |

| Arbitro: | Moretti (Genova) |

|            |           |                 |
| Brossi 56’ | Marcatori | 3’ Chiecchi III |

| Arbitro: | Mazzarini (Roma) |

|  |           |                     |
|  | Marcatori | 22’ (rig.) Santillo |

| Arbitro: | Galeati (Bologna) |

|                    |           |  |
| Rocco 28’ Mian 80’ | Marcatori |  |

| Arbitro: | Ciamberlini |

|            |           |            |
| Boltri 14’ | Marcatori | 80’ Tomasi |

| Arbitro: | Pizziolo (Firenze) |

|            |           |                            |
| Bianchi 8’ | Marcatori | 33’ Moretti 63’ Arcari III |

| Arbitro: | Zelocchi (Modena) |

|             |           |  |
| Gabetto 60’ | Marcatori |  |

| Arbitro: | Dattilo (Roma) |

|                |           |                             |
| Schiavetta 27’ | Marcatori | 53’ Poggi II 89’ Cappellini |

### Coppa Italia
| Arbitro: | Mastellari (Bologna) |

|                                                 |           |  |
| Demaria 25’ Meazza 26’ Mascheroni 33’ Porta 48’ | Marcatori |  |